# Давенпорт-Сентер (Нью-Йорк)
Давенпорт-Сентер (англ. Davenport Center) — переписна місцевість (CDP) в США, в окрузі Делавер штату Нью-Йорк. Населення — 344 особи (2020).

## Географія
Давенпорт-Сентер розташований за координатами 42°26′47″ пн. ш. 74°54′3″ зх. д. / 42.44639° пн. ш. 74.90083° зх. д. (42.446299, -74.900839).  За даними Бюро перепису населення США в 2010 році переписна місцевість мала площу 8,14 км², з яких 8,03 км² — суходіл та 0,10 км² — водойми.

## Демографія
Згідно з переписом 2010 року, у переписній місцевості мешкало 349 осіб у 149 домогосподарствах у складі 102 родин. Густота населення становила 43 особи/км².  Було 161 помешкання (20/км²).
Расовий склад населення:
| - 98,9 % — білих - 0,6 % — чорних або афроамериканців |

До двох чи більше рас належало 0,6 %. Частка іспаномовних становила 0,6 % від усіх жителів.
За віковим діапазоном населення розподілялося таким чином: 21,2 % — особи молодші 18 років, 61,6 % — особи у віці 18—64 років, 17,2 % — особи у віці 65 років та старші. Медіана віку мешканця становила 44,3 року. На 100 осіб жіночої статі у переписній місцевості припадало 90,7 чоловіків;  на 100 жінок у віці від 18 років та старших — 99,3 чоловіків також старших 18 років.
Середній дохід на одне домашнє господарство  становив 57 750 доларів США (медіана — 50 063), а середній дохід на одну сім'ю — 68 907 доларів (медіана — 50 688). За межею бідності перебувало 2,6 % осіб, у тому числі 0,0 % дітей у віці до 18 років та 0,0 % осіб у віці 65 років та старших.
Цивільне працевлаштоване населення становило 212 осіб. Основні галузі зайнятості: освіта, охорона здоров'я та соціальна допомога — 42,5 %, роздрібна торгівля — 25,0 %, фінанси, страхування та нерухомість — 14,2 %, виробництво — 10,4 %.